# جورج ولکرت
جورج ولکرت (انگلیسی: Georg Volkert; ۲۸ نوامبر ۱۹۴۵ – ۱۶ اوت ۲۰۲۰) بازیکن فوتبال اهل آلمان بود.
از باشگاه‌هایی که در آن بازی کرده‌است می‌توان به باشگاه فوتبال زوریخ، باشگاه فوتبال هامبورگ، باشگاه فوتبال نورنبرگ، و باشگاه فوتبال اشتوتگارت اشاره کرد.
وی همچنین در تیم ملی فوتبال آلمان بازی کرده‌است.